# Pavel Botev
Pavel Botev –en búlgaro, Павел Ботев– (Sofía, 19 de octubre de 1963) es un deportista búlgaro que compitió en judo. Ganó dos medallas de bronce en el Campeonato Europeo de Judo en los años 1990 y 1993.
Participó en los Juegos Olímpicos de Seúl 1988, donde finalizó decimocuarto en la categoría de –60 kg.

## Palmarés internacional
| Campeonato Europeo | Campeonato Europeo | Campeonato Europeo | Campeonato Europeo |
| Año                | Lugar              | Medalla            | Categoría          |
| ------------------ | ------------------ | ------------------ | ------------------ |
| 1990               | Fráncfort (RFA)    | Medalla de bronce  | –60 kg             |
| 1993               | Atenas (Grecia)    | Medalla de bronce  | –60 kg             |